# The Social Construction of Reality
현실의 사회 구성 : 지식 사회학 논문은 사회 학자 Peter L. Berger와 Thomas Luckmann이 쓴 지식 사회학에 관한 1966년 책이다.
Berger와 Luckmann은 사회 건설이라는 용어를 사회 과학에 도입했으며 Alfred Schütz 의 작업에 큰 영향을 받았다. 그들의 중심 개념은 사회 시스템에서 상호 작용하는 사람들과 그룹이 시간이 지남에 따라 서로의 행동에 대한 개념 또는 정신적 표현을 생성하고 이러한 개념이 결국 서로 관련하여 배우가 수행하는 상호 역할로 습관화된다는 것이다. 이러한 역할이 사회의 다른 구성원이 참여하고 실행할 수 있게되면 상호 상호 작용이 제도화 된다고 한다. 그 과정에서 의미는 사회에 내재되어 있다. 현실이 무엇인지에 대한 지식과 사람들의 개념 (및 신념)이 사회의 제도적 구조에 내재되어 있다. 따라서 현실은 사회적으로 구성되었다고 한다.
1998년에 국제 사회학 협회는 20 세기에 다섯 번째로 중요한 사회학 책으로 현실의 사회 구성을 꼽았다.

## 기본 컨셉
이전의 이론들(예: 막스셸러, 칼 만하임, 베르너 스타크, 칼 마르크스, 막스 베버의 이론들)은 종종 과학적이고 이론적인 지식들에 너무 많은 관심을 기울였지만, 이것은 극히 제한된 집단에 관한 사회적 지식의 일부에 불과하다. 관습, 일반적인 해석, 제도, 공유된 일상, 습관화, 사회적 과정과 노동의 분업에서 누가 누구고 누가 무엇을 하는지는 사회 지식의 훨씬 더 큰 부분을 차지한다.
“… 이론적 지식은 단지 작으며 사회에서 지식으로 전달 된 것 중 가장 중요한 부분은 아닙니다… 제도적 질서에 대한 기본 지식은 지식입니다… 격언, 도덕, 속담의 지혜, 가치와 신념, 신화 등의 집합체”(p.65)

### 의미 필드
일반적인 지식 체계는 사회적으로 분산되어 있으며 의미론적 분야로 분류된다. 이러한 지식 부문의 동적 분포와 상호 의존성은 지식의 사회적 재고에 구조를 제공한다.
"지식의 사회적 재산은 친숙함에 따라 현실을 차별화한다… 나 자신의 직업과 그 세계에 대한 나의 지식은 매우 풍부하고 구체적이지만, 나는 다른 사람들의 직업 세계에 대한 매우 대략적인 지식만을 가지고 있다." (p.43) "지식의 사회적 분배는 내가 알려진 모든 것을 알지 못한다는 단순한 사실에서 시작된다.o 나의 동료들, 그리고 그 반대는 매우 복잡하고 난해한 전문지식의 시스템으로 절정을 이룬다. 사회적으로 이용 가능한 지식의 재고가 어떻게 분배되는가에 대한 지식은 적어도 개략적으로 보면 같은 지식의 재고의 중요한 요소다.(p.46)

### 언어 및 기호
언어는 또한 일상적인 현실의 통합 분석에서 중요한 역할을한다. 언어는 상식 지식을 유한 한 의미의 영역과 연결하여 예를 들어 사람들이 낮과 관련된 이해를 통해 꿈을 해석 할 수 있도록한다. "언어는 일상 생활의 현실을 완전히 초월 할 수 있다. 그것은 유한 한 의미 영역과 관련된 경험을 의미 할 수 있으며, 현실의 개별 영역에 걸쳐있을 수 있다. . . 언어는 사실적 일뿐만 아니라 일상적인 경험으로는 불가능한 선험적 지역으로 급증한다. "p. 40. 언어와 기호의 기능과 관련하여 Berger와 Luckmann은 George Herbert Mead와 상징적 상호 작용으로 알려진 분야의 다른 인물들에게 빚을지고 있으며, 특히 객관성을 구성 할 가능성과 관련하여 서론에서 인정했다.

기호와 언어는 일상적인 현실의 구성을 위한 상호 운용성을 제공한다.
“표지는 주관적 의미의 색인 역할을하려는 명백한 의도를 가지고 있다.… 언어는 방대한 의미와 경험 축적의 객관적인 저장소가 될 수 있으며,이를 시간 내에 보존하고 다음 세대로 전달할 수 있다. 언어는 또한 유형을 나타낸다. 나 자신뿐만 아니라 동료들에게도 의미가있는 광범위한 범주에 포함시킬 수 있다.”(p.35-39)

### 사회적 일상 현실
사회적 일상 현실은 상호주관성 (이 맥락에서 여러 현실의 공존을 의미 함) (p. 23-25) :
"일상 생활의 현실과 비교할 때, 다른 현실은 한정된 의미의 영역, 제한된 의미와 경험의 방식으로 표시되는 최우선 현실 내의 영역으로 나타난다."(p.25)
이것은 꿈, 이론적 구성물, 종교적 또는 신비 주의적 신념, 예술적 및 상상의 세계 등과 같은 다른 현실과 대조된다. 개인은 다른 현실 (영화 감상 등)을 방문 할 수 있지만, 항상 일상의 현실로 돌아갑니다 (영화가 끝나면) (p. 25).
개인은 자신의 사회적 일상 현실을 포함하여 이러한 현실을 반성 할 수 있는 능력이 있다. 이러한 유형의 반사를 종종 반사성 이라고한다. 그러나 결정적으로, 반사성조차도 일부 "원본 자료"를 끌어 내거나 주체간에 뿌리를 두어야한다. 따라서 다음과 같이 제안되었다. "대리인이 반사 능력을 발휘할 때, 그들은 자신의 삶을 돌아 다니며 그들의 사회적 현실을 해석하는 데 필요한 지침을 제공하는 지식의 축적에 축적되거나 침전 된 사회적 경험으로 구성된 과거를 가져온다." .

## 객관적 현실로서의 사회

### 제도화
사회 과정의 제도화는 습관화와 관습에서 자라며, "일을하는 방법"에 대한 후속 상호 합의와 상호 관찰을 통해 얻어진다. 이렇게하면 불확실성과 위험이 줄어들고 제한된주의 시간이 동시에 더 많은 일에 집중할 수 있으며 제도화 된 루틴은 "이전에 동의 한대로"계속 될 것으로 예상 할 수 있다.
“거주 화는 선택의 폭이 좁아지는 중요한 심리적 이득을 수반한다. 습관화 된 활동의 배경은 [더 높은 수준의 관심을 필요로하는] 심의와 혁신의 전경을 열어줍니다… 가장 중요한 이득은 각 [사회 구성원]이 다른 사람의 행동을 예측할 수 있다. 동시에, 둘의 상호 작용이 예측 가능해진다. 낮은 수준의주의에서 많은 행동이 가능하다. 한 사람의 각 행동은 더 이상 다른 사람에게 놀라움과 잠재적 인 위험의 근원이 아니다.”(p.53-57).

### 사회적 객관적인 세계
사회적 (또는 제도적) 객관적 세계는 제도화의 결과 중 하나이며 기관이 새로운 세대에게 물려 줄 때 만들어진다. 이것은 소수의 생각에 취약한 현실을 만들어 미래에 사회적 기대의 기초를 형성 할 것이다. 근본적인 추론은 그들이 합의한 상황을 재구성 할 수 있기 때문에 기관의 창조자에게 완전히 투명한다. 2 세대는 그것을 "주어진", "변경할 수 없는", "자명 한"것으로 물려 받지만 기본 논리를 이해하지 못할 수도 있다.
“… 사회 세계는 자연 세계의 현실과 유사한 방식으로 개인과 대면하는 포괄적이고 주어진 현실입니다… 사회화의 초기 단계에서 아동은 자연 현상의 객관성과의 객관성을 구별 할 수 없다. 사회 형성… 기관의 객관적인 현실은 개인이 그들의 목적이나 운영 방식을 이해하지 못한다고해서 줄어들지 않습니다… 그는 자연에 대해 배워야하는 것처럼 '나가서'배워야합니다… (p.59- 61)

### 분업
분업은 제도화의 또 다른 결과이다. 기관은“아버지 역할”,“교사 역할”,“사냥꾼”,“요리사”등과 같은 공연의 유형화를 통해 다양한 배우가 수행 할“역할”을 할당한다. 전문화의 수가 증가하고 크기와 정교함이 증가함에 따라 문명의 문화는 주어진 역할이나 작업에 특화된 지식 섹션을 점점 더 많이 포함하고 있으며, 이는 비전문가에게 점점 더 난해 해진다. 이러한 지식 영역은 더 이상 공통된 사회 세계와 문화에 속하지 않는다.
“사회의 지식 재고는 일반적으로 관련된 것과 특정 역할에만 관련된 것의 관점에서 구조화된다. 지식의 사회적 분배는 일반 및 역할 별 관련성 측면에서이 분화를 수반한다. -특정 지식은 일반적으로 관련되고 접근 가능한 지식보다 더 빠른 속도로 성장할 것입니다… [특화된 지식의] 하위 우주의 수와 복잡성이 증가함에 따라 외부인이 점점 더 접근 할 수 없게됩니다 (p.77-87).

### 상징적 우주
창조 된 제도적 구조에 정당성을 제공하기 위해 상징적 우주가 창조된다. 상징적 우주는 기관의 기본 논리를 이해하지 못하거나 동의하지 않을 수있는 개인이 제도화 된 구조를 그럴듯하고 수용할 수 있도록 만드는 것을 목표로하는“모든 사람이 알고있는”신념의 집합이다. 이데올로기 적 체계로서 상징적 우주는“모든 것을 제자리에 놓는다”. 우리가하는 방식으로 일을하는 이유에 대한 설명을 제공한다. 잠언, 도덕적 격언, 현명한 말, 신화, 종교 및 기타 신학 적 사고, 형이상학 적 전통 및 기타 가치 체계는 상징적 우주의 일부이다. 그것들은 모두 (다소 정교함) 기존 기관을 합법화하는 방법이다.
“합법화의 기능은 제도화 된 '1 차'반대를 객관적으로 이용 가능하고 주관적으로 그럴듯하게 만드는 것이다.이 수준에서는 잠언, 도덕적 격언 및 현명한 말이 일반적이다. [뿐만 아니라] 명시 적 이론 ... 상징적 과정 우주의 일반 이론과 인간의 일반 이론… 상징적 우주도 역사를 정돈한다. 과거, 현재, 미래를 포함하는 응집력있는 단일성에서 모든 집단적 사건을 찾는다.” (92-104 쪽)

### 우주 유지
우주 유지는 상징적 우주가 더 이상 목적을 달성하지 못할 때 종종 엘리트 그룹이 수행하는 특정 절차를 의미하며, 이는 제도적 구조를 정당화하는 것이다. 예를 들어, 세대 교체 나 일탈자가 기존 제도에 반대하는 내부 운동 (예 : 혁명 반대)을 만들거나 사회가 역사와 제도적 구조가 크게 다른 다른 사회와 대치 할 때 발생한다. 원시 사회에서 이것은 나중에 신학 적 사고를 통해 신화 시스템을 통해 발생했다. 오늘날, 매우 복잡한 일련의 과학이 우주 유지를 세속화했다.
“상징적 우주가 문제가 되었을 때 우주 유지를위한 특별한 절차가 필요하다. 이것이 사실이 아닌 한 상징적 우주는 자기 유지, 즉 자기 합법적이다. 내재적 문제는 상징적 우주가 한 세대에서 다른 세대로 전달되는 과정과 함께 나타난다. [추가로] 충돌하는 우주와 마주하는 두 사회는 각자의 우주를 유지하기 위해 고안된 개념적 기계를 개발할 것이다. 신화는 우주 유지… 신학 적 사고는 단순히 더 큰 이론적 체계화의 측면에서 신화 적 전임자와 구별 될 수 있다. 현대 과학은이 발전에서 극단적 인 단계이다. (p.104-116)

## 주관적 현실로서의 사회

### 사회화
사회화는 개인이 사회 제도적 구조에 참여하도록 유도하는 두 단계로, 객관적인 현실을 의미한다.
"개인은… 사회 구성원으로 태어나지 않는다. 그는… 사회의 일원이 된다. 모든 개인의 삶에는 시간적 순서가 있다. 그 과정에서 그가 사회적 변증법에 참여하도록 유도된다. "(p. 149) 객관적이고 주관적인 현실”(p. 163)
초등 회 사회화는 어린 시절에 일어난다. 그것은 감정적으로 매우 부담스럽고 의문의 여지가 없다. 2 차 사회화는 역할 별 지식의 습득을 포함하여 사회적 분업에서 자신의 자리를 차지한다. 그것은 훈련과 특정한 의식을 통해 배우고 감정적으로 부담이되지 않는다 :“어머니를 사랑할 필요가 있지만, 스승이 아니라”. 2 차 사회화를위한 훈련은 매우 복잡 할 수 있으며 사회에서 분업의 복잡성에 따라 달라진다. 1 차 사회화는 2 차 사회화보다 훨씬 덜 유연하다. 예를 들어 과도한 노출에 대한 수치심은 1 차 사회화에서 비롯되고 적절한 복장 규정은 2 차 사회화에 따라 달라진다. 현실의 주관적인 정의에서 상대적으로 사소한 변화는 개인이 넥타이없이 사무실에 갈 수 있다는 점을 당연시하기에 충분할 것이다. 당연히 옷을 전혀 입지 않고 가려면 훨씬 더 과감한 변화가 필요할 것이다.
“아이는 자신의 중요한 타인의 세계를 가능한 많은 세계 중 하나로 내재화하지 않습니다… 이것이 바로 1 차 사회화에 내재화 된 세계가 2 차 사회화에 내재화 된 세계보다 훨씬 더 확고하게 의식에 굳게 자리 잡은 이유입니다…. 2 차 사회화는 제도적 또는 제도적 '하위 세계'의 내재화이다. 2 차 사회화는 지식의 사회적 분배의 복잡성에 따라 다르다.”(p. 129-147)

### 대화
대화 또는 구두 의사 소통은 주관적 현실의 현실 유지를 목표로 한다. 쓸모없고 불필요한 의사 소통으로 보이는 것은 실제로 주관적 현실을 유지한다는 점에서 서로의 내적 사고에 대한 지속적인 상호 재확인이다.
“개인의 일상 생활을 자신의 주관적 현실을 지속적으로 유지, 수정 및 재구성하는 대화 장치를 제거하는 관점에서 볼 수 있다., 자기야, 사무실에서 좋은 하루 되세요 '는 이러한 단순한 명제가 이해되는 전 세계를 의미한다. 교환은이 세상의 주관적 현실을 확인한다. 일상 대화의 대부분은 주관적 현실을 유지한다.

### 정체성
개인의 정체성은 때때로 상충되는 현실에 대한 소속의 투쟁의 대상이 된다. 예를 들어 일차 사회화(어머니가 아이에게 도둑질을 하지 말라고 말한다)에서 나오는 현실은 제2의 사회화(강 회원들이 십대들에게 도둑질은 멋지다고 가르침)와 대조를 이룰 수 있다. 사회의 제도적 구조에서 우리의 최종 사회적 위치는 궁극적으로 우리의 몸과 유기체에도 영향을 미칠 것이다.
"…하위 계층과 상위 계층의 기대수명 [바리] …사회도 개개인의 유기체가 얼마나 오래 그리고 어떤 방식으로 살 것인가를 결정한다… 사회는 또한 가장 중요한 성, 영양과 관련하여 그 유기체를 그 기능에서 직접 침투시킨다. 성별과 영양 모두 생물학적 추진력에 기반을 두고 있지만 생물학적 체질은 그가 어디에서 성적인 방출을 추구해야 하는지, 무엇을 먹어야 하는지 말해주지 않는다."(163-183쪽

## 수신
철학자 Helmut R. Wagner는이 책을 "탁월하고 잘 쓰여진"책이라고 불렀다. 1998년에 국제 사회 학회 는이 책을 Max Weber의 The Protestant Ethic and the Spirit of Capitalism (1905) 뒤에 있지만 Pierre Bourdieu 's Distinction (1979)보다 앞서 20 세기에 다섯 번째로 중요한 사회학 책으로 선정했습니다 .

## 같이 보기
- 드라마 학 (사회학)
- 현실 터널
- 사회 구성주의

## 메모
1. 1 2  “ISA - International Sociological Association: Books of the Century”. International Sociological Association. 1998. 2012년 7월 25일에 확인함.
2. ↑  Elster, Julius (2017). “The temporal dimension of reflexivity: linking reflexive orientations to the stock of knowledge”. 《Distinktion: Journal of Social Theory》 (영어) 18 (3): 274–293. doi:10.1080/1600910X.2017.1397527. ISSN 1600-910X.
3. ↑  Wagner, Helmut R. (1983). 《Phenomenology of Consciousness and Sociology of the Life-world: An Introductory Study》. Edmonton: The University of Alberta Press. 147쪽. ISBN 0-88864-032-3.

## 참고 문헌
- Berger, PL 및 T. Luckmann (1966), The Social Construction of Reality : A Treatise in the Sociology of Knowledge, Garden City, NY : Anchor Books.ISBN 0-385-05898-5ISBN 0-385-05898-5 ;ISBN 0140135480 (h. );ISBN 0713900199 (ib. );ISBN 9780140135480 (h. )
- Charles Arthur Willard 자유주의와 지식의 문제 : 현대 민주주의를위한 새로운 수사학, 시카고 : 시카고 대학 출판부, 1996.